# Riccardo Donna
Riccardo Donna (Torino, 12 settembre 1954) è un regista e cantautore italiano.

## Biografia
Prima di intraprendere l'attività di regista ha svolto per qualche tempo quella di cantautore, ottenendo un contratto con la Drums e pubblicando negli anni '80 due 45 giri e l'album Whisky e coca.
Ha iniziato l'attività di regista collaborando con la RAI di Torino, in alcune trasmissioni di Luciano Rispoli come Parola mia. Tra il 1981 e il 1998 cura la regia di numerosi concerti rock e spettacoli televisivi tra i quali il concerto da Siracusa di Dalla e Morandi, Domenica in, Luna Park, C'era un ragazzo e l'Eurovision Song Contest 1991, quell'anno ospitato dall'Italia e tenutosi a Roma.
Dal 1998 passa dietro la macchina da presa come regista di cinema e fiction televisive. Si occupa della regia delle prime due stagioni di Un medico in famiglia, Le ragazze di piazza di Spagna 3, Casa famiglia (due stagioni), Nebbie e delitti (prima e seconda stagione), le miniserie Padri e Raccontami una storia, le serie Raccontami (primo e secondo capitolo), Fuoriclasse, Nero Wolfe, Romeo e Giulietta, C'era una volta Studio Uno, Io sono Mia, La strada di casa.
Esordisce al cinema con la regia di Questo piccolo grande amore.

### Vita privata
È sposato con la regista Tiziana Aristarco e ha due figli.

## Filmografia

### Regista
- Passioni (1986)
- Un medico in famiglia (1998-2000)
- Casa famiglia (2000)
- Le ragazze di piazza di Spagna - serie televisiva (2000)
- Belgrado Sling (2001)
- Padri (2002)
- Raccontami una storia (2004)
- Nebbie e delitti (2005-2007)
- Sweet India (2006)
- Raccontami (2006-2008)
- Questo piccolo grande amore (2009)
- Fuoriclasse (2011)
- Nero Wolfe (2012)
- Un passo dal cielo 2 (2012)
- Romeo e Giulietta (2014)
- Una grande famiglia 3 (2015)
- Come fai sbagli (2016)
- C'era una volta Studio Uno (2017)
- La strada di casa (2017-2019)
- Non dirlo al mio capo (seconda stagione) (2018)
- Io sono Mia (2019)
- Al posto suo (2020)
- Cuori (2021-in corso)
- Black Out - Vite sospese (2023)
- La luce nella masseria (2024)

## Televisione

### Regista (parziale)
- Eurovision Song Contest 1991 (Rai 1)
- Domenica in (Rai 1)
- Luna Park (1994-1997, Rai 1)
- C'era un ragazzo (Rai 1, 1999)
- La casa dei sogni (Rai 1, 1999)
- Un passo dal cielo (Rai 1, Stagione 2, 2011)

## Discografia

### Album a 33 giri
- 1986: Whisky e coca (Drums EDL 2143)

### Singoli a 45 giri
- 1981: Il cammello/Incubo (Drums ED 2078)
- 1982: Capo indiano/Due (Drums ED 2120)